# GNUstep
GNUstep este o implementare open source a specificației OpenStep a companiei NeXT care face parte din proiectul GNU. Bibliotecile furnizate de GNUstep se folosesc împreună cu limbajul de programare Objective-C pe sistemele compatibile cu Unix, dar și pe sisteme Windows.
GNUstep implementează un mediu de dezvoltare cross-platform, orientat pe obiecte și în întregime compatibil cu specificația OpenStep, dezvoltată de compania NeXT(ulterior cumpărată de Apple), împreună cu Sun Microsystems. De asemenea GNUstep furnizează și biblioteci pentru dezvoltarea programelor în limbajele Java, Ruby și Scheme. Dezvoltatorii proiectului GNUstep urmăresc și implementează unele adiții în interfața de programare Cocoa pentru a menține compatibilitatea cu Mac OS X. GNUstep și Cocoa au radăcini comune, amîndouă fiind derviate din OpenStep.

## Istorie
Implementarea mediului de dezvoltare GNUstep a început cînd Paul Gunz și alți fizicieni de la Stanford Linear Accelerator Center au dorit să porteze programul HippoDraw de pe NeXTSTEP pe altă platformă. În loc să rescrie programul și doar să mențină dizainul au decis să rescrie stratul de obiecte NeXSTEP de care depindea programul. Această primă versiune s-a numit libobjcX și a permis portarea programului HippoDraw către sisteme Unix care folosesc X Window System fără a schimba o singură linie din codul sursă al programului. După ce specificația OpenStep a fost făcută publică în anul 1994, a fost scrisă o nouă versiune de a bibliotecii objcX care să fie compatibilă cu noua specificație. Noua versiune a software-ului va fi cunoscută sub numele de "GNUstep".

## Model
GNUstep este modelat oarecum ca OPENSTEP, implementarea specificației OpenStep dezvoltată de NeXT, și astfel moștenește unele din principiile propuse de OPENSTEP și de limbajul Objective-C:
- Model-view-controller
- Target-Action
- Drag și drop
- Delegație
- Înnaintarea mesajelor (prin NSInvocation)

## Aplicații
Aici sunt postate cîteva exemple de aplicații scrise sau portate pe GNUstep.

### Scrise de la 0
- GNUMail, un client de e-mail, care poate să ruleze și pe Mac OS X.
- GNUstepWeb, o interfață de programare web compatibil cu WebObjects
- GNUstep Database Library 2, o clonă a cadrului de dezvoltare Enterprise Objects Framework
- Gorm, un editor vizual de interfețe pentru aplicații
- ProjectCenter, echivalent Xcode/Project Builder
- GWorkspace, un mediu de lucru
- TalkSoup
- Zipper
- Terminal
- Grr, un cititor RSS

### Portate de pe NeXTSTEP, OPENSTEP sau Mac OS X
- eggPlant
- TimeMon Arhivat în 18 iunie 2009, la Wayback Machine.
- TextEdit
- Chess (application)
- Bean
- Cenon
- EdenMath
- Emacs
- Gomoku
- NeXTGO
- BioCocoa
- Adun
- Fortunate

## Capabilitățile claselor

### Foundation Kit
- șiruri de caractere
- colecții (vectori, seturi și dicționare) și enumeratori
- menegementul fișierelor
- arhivarea obiecteleor
- manipularea avansate a datei
- obiecte distribuite și comunicare inter-proces
- manipularea URL-urilor
- notificații și notificații distribuite
- multi-threading ușor
- cronometre
- lacăte
- manipularea excepțiilor

### Application Kit
- elemente de interfață(tabele, browsere matrice, scroll-uri)
- grafică(WYSIWYG, grafică asemnătoare cu postscript, curbe bezier, manipularea imaginilor cu mai multe reprezentații, contexte grafice)
- manegementul culorilor(CMYK, RGB, HSB, gri și reprezentații numite ale culorilor, transparență)
- caracteristicile sistemului de text: rich text format, atașamente pentru text, meneger al așezării, reguli, stiluri pentru paragrafe, menegementul fonturilor.
- menegementul documentelor
- caracteristici de imprimare: operațiuni de imprimare, panou de imprimare și așezare în pagină
- meneger de ajutor
- pasteboard, sistem ce permite folosirea comenzilor copiere și tăiere
- verificator ortografic
- interfețe la spațiul de lucru pentru aplicații
- operații de tragere și eliberare(drag and drop)
- servicii de partajare între aplicații

## GNUSTEP live CD
CD-ul GNUSTEP este bazat pe Debian și funcționează pe platformele x86, x86-64, PowerPC și UltraSPARC. Deocamdata este derivat din debian-live Arhivat în 11 aprilie 2018, la Wayback Machine.. Instalarea sistemului pe un harddisk este posibilă daca este disponibil accesul la internet și utilitarul debboostrap.